# Числення координат

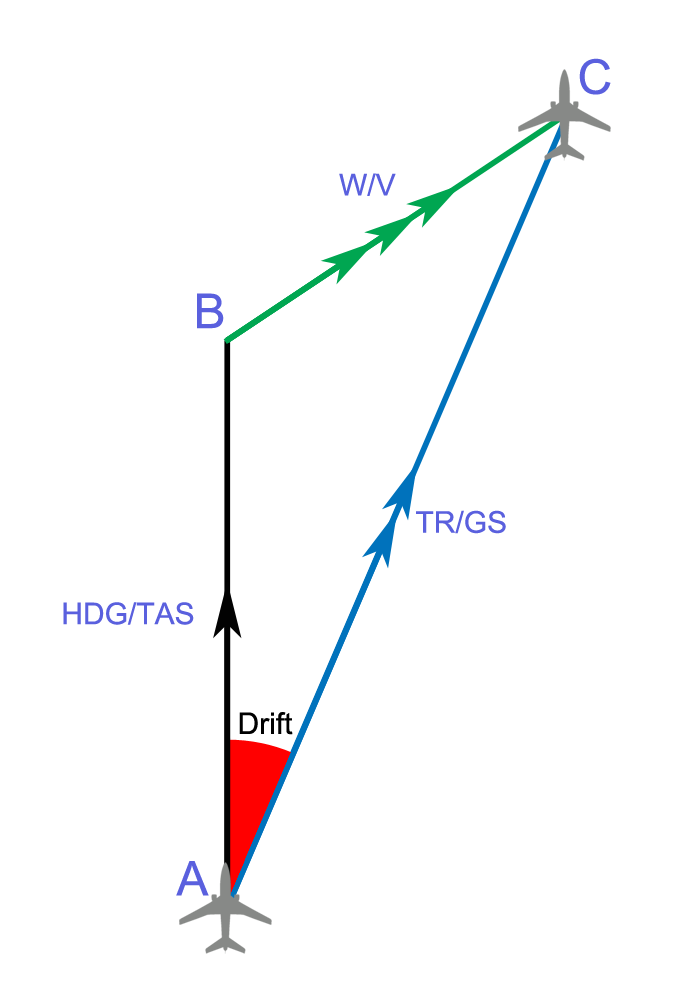
Дріфт це кут між напрямом руху літака і необхідним напрямом.
A — остання відома точка позиції (обсервація, яка зазвичай помічається колом).
B — позиція у повітрі (зазвичай позначається знаком плюс).
C — бажана позиція (зазвичай помічається трикутником).

У навігації, метод числення координат, або числення шляху (англ. dead reckoning), або визначення місцезнаходження це метод визначення поточного місцезнаходження рухомого об'єкта за вихідними початковими координатами або обсервацією, і параметрами руху, як от швидкість руху й курс у конкретні моменти часу. Відповідний термін у біологі описує процес, за допомогою якого тварини визначають своє розташування — інтеграція шляху.
Числення координат призводить до накопичення помилок. Засоби навігаційної допомоги дають точну інформацію про положення, зокрема супутникова навігація з використанням глобальної системи позиціонування, в більшості випадків замінили застарілу систему числення координат. Однак, системи інерціальної навігації, які забезпечують дуже точну інформацію про напрямок, дуже часто використовують числення.
За аналогією з навігаційними системами, термін числення означає процес оцінки будь-якої змінної величини, використовуючи її попередні значення і враховуючи всі параметри, що приводять до її зміни з того часу.
Часто, в цьому методі припускають, що зміни не відомі з повною точністю. Попередні значення і зміни можуть бути виміряними або обчисленими величинами.

## Похибки
Метод обчислення шляху може дати найбільш доступну інформацію про місцезнаходження, але може призвести до значних помилок через велику сукупність факторів, оскільки як швидкість так і напрям мають бути точно відомі в усі моменти руху, щоб визначити шлях точно. Наприклад, якщо пересування вимірюють кількістю обертів, яке здійснило колесо, будь-яка розбіжність між фактичним і припущеним діаметром колеса, наприклад, через знос, може призвести до похибки. Оскільки кожен крок оцінки позиції виконується по відношенню до попередньої, помилки поширюються або в мультиплікативній
або в геометричній прогресії.
Точність розрахунку може бути підвищена за рахунок використання інших, більш надійних методів, для отримання поправки на якомусь відрізку шляху. Наприклад, при навігації в умовах поганої видимості, числення шляху може бути використане для того, щоб рухатись якомога точніше до наступного орієнтиру, перш ніж дійти до нього, що дає змогу точно знайти нову початкову точку, з якої вирушити далі.

## Біонавігація
При вивченні навігації у тварин, визначення місцезнаходження шляхом прорахунку шляху більш відоме як інерціальна навігація. Тварини використовують її для визначення свого місцезнаходження на основі своїх попередніх рухів від останнього відомого місця розташування. Було показано що такі живі істоти як мурашки, гризуни і гуси, постійно відстежують своє місцезнаходженя по відношенню до початкової точки і повертаються до неї, що є важливою навичкою для збирачів з постійною домівкою.

## Аеронавігація

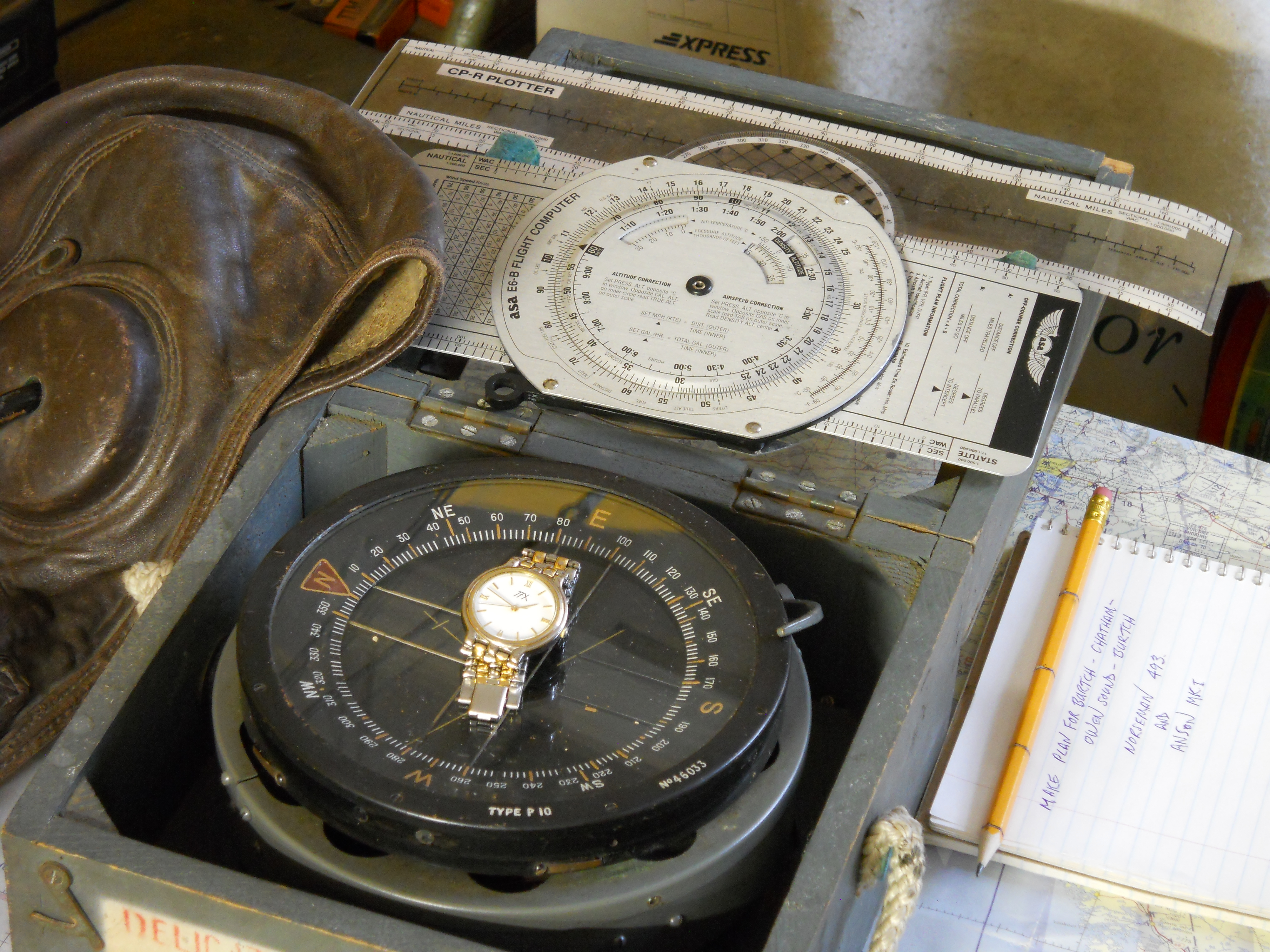
Британський навігаційний магнітний компас P10

21 травня 1927 Чарльз Ліндберг приземлився в Парижі, Франція після успішного безпосадочного перельоту з США на одномоторному літаку Spirit of St. Louis. Цей літак було оснащений дуже простими інструментами і він використовував числення координат для навігації.
Числення координат в авіації схоже на навігацію на морі, але трохи складніше. Цільність повітряного потоку, через який рухається літак позначається на його продуктивності, так само на нього
впливають вітер, вага і потужність, яку в конкретні моменти часу має двигун.
Базова формула для числення координат це Відстань = Швидкість x Час. Трикутник вітру використовується для підрахунку впливу вітру на курс і швидкість польоту для
того, щоб отримати магнітний курс для управління і швидкість відносно землі. Вплив щільності повітряного потоку на швидкість і підйомну силу літака, і швидкість згоряння палива, визначають за допомогою друкованих таблиць, формул або спеціальних навігаційних калькуляторів, таких як E6B.
Зазвичай лінія курсу на аеронавігаційних картах малюється із прогнозом позицій у певні фіксовані проміжки часу (наприклад кожні півгодини). Спостереження за наземними об'єктами використовують для отримання поправок.
Числення координат включено в навчальну програму пілотів всього світу (правила візуального польоту — або базовий рівень). Вони вивчаються незалежно від того, чи має літак навігаційні засоби, такі як GPS, наземні радіомаяки і VOR і є вимогою ІКАО. Багато льотних шкіл дозволяють студентам використовувати електронні засоби доки вони не вивчать числення.
Інерціальні навігаційні системи, які є майже на всіх сучасних літаках, використовують числення в своїй реалізації. Вона забезпечує можливість надійної навігації практично при будь-яких умовах, без необхідності використовувати зовнішніх навігаційних даних, хоча і схильна до невеликих помилок.